# Catch-22 (roman)
Catch-22 was de debuutroman van de Amerikaanse auteur Joseph Heller. Toen het werk in 1961 verscheen was de Tweede Wereldoorlog, de setting van de roman, al lang voorbij, maar Heller had dan ook acht jaar aan Catch-22 gewerkt. Doordat het werk juist in de jaren zestig verscheen en sterk kritisch stond tegenover het oorlogsbedrijf, werd het populair onder de opkomende anti-Vietnambeweging. Het boek speelt zich grotendeels af op het bestaande eiland Pianosa.

## Absurdisme
Een aantal elementen in de roman lijkt ongeloofwaardig en heeft het effect de absurditeit van de oorlog te tonen. Zo is Yossarian, aanvankelijk de centrale figuur in het boek, naar eigen zeggen een Assyriër – later blijkt die nationaliteit een pose te zijn, maar inmiddels vervult de naam andere personages met afgrijzen; één hunner huivert bijvoorbeeld bij de gedachte aan de “vele s’en” die het woord volgens hem bevat. Een officier draagt de vreemde naam Major Major Major, maar hij krijgt promotie en is voortaan majoor Major Major Major.
Al even absurd zijn de regels waarnaar de boektitel verwijst. Die regels betreffen de wens van iedere verstandige piloot (het boek speelt in de luchtmacht) om de dienst te verlaten. Eén regel houdt nu in dat dit mogelijk is: ieder die niet goed bij zijn verstand is, mag naar huis. Daartegenover staat de volgende regel, de eigenlijke “Catch-22”: iedereen die naar huis wil, is blijkbaar erg verstandig en komt dus niet in aanmerking voor ontslag uit de dienst:
There was only one catch and that was Catch-22, which specified that a concern for one’s safety in the face of dangers that were real and immediate was the process of a rational mind.
(“Er was slechts één ‘maar’, en dat was de bepaling Catch-22, die luidde dat wie zich bij werkelijk en onmiddellijk gevaar bekommert om zijn eigen veiligheid blijk geeft van een rationele geest.”)
Het absurde van oorlog voeren wordt door deze en vele andere elementen onderstreept.

## Kapitalisme
De kritiek blijft daartoe echter niet beperkt, maar geldt het hele kapitalistische systeem. Exponent is het personage Milo Minderbinder. Die weet de hand te leggen op handelswaar die hij met winst verkoopt, totdat hij een handelsimperium heeft opgebouwd dat zich tot buiten het leger uitstrekt. Niet alleen drijft hij handel met de tegenstander, na verloop van tijd strekt zijn invloed zich uit over het hele Middellandse Zeegebied, waar men gestationeerd is. Milo gaat zelfs zover dat hij tegen betaling door de vijand ook de eigen troepen bombardeert. Wie betaalt, bepaalt.

## Anti-oorlogsroman
Daarbij blijft het boek een uitgesproken anti-oorlogsroman, hetgeen zich wel het sterkst uit in de beschreven trauma’s. Een bemanningslid is door vijandelijk vuur aan stukken geschoten, maar de lezer komt dit maar mondjesmaat te weten. Na een aantal hints wordt uiteindelijk de hele toedracht beschreven, en het effect is des te gruwelijker.
Catch-22 is een van de drie bekendste romans over de Tweede Wereldoorlog. Norman Mailers The Naked and the Dead (1948) betrof vooral de gelijkschakeling en het verlies aan individualiteit, die soldaten in de oorlog ondergaan. Kurt Vonneguts Slaughterhouse-Five, or, the Children’s Crusade (1969) beschrijft op quasi-luchthartige wijze de waanzin en de verschrikkingen van het vuurbombardement op Dresden.

## Koude oorlog
Uit zeven brieven aan zijn vriend James Nagel, hoogleraar aan de North-Eastern Universiteit in Boston, wordt duidelijk dat de oorlogsbeleving van luchtmachtofficier Heller in geen enkel opzicht overeenkomt met die van de hoofdpersoon kapitein Yossarian. Heller genoot in werkelijkheid van het avontuur, de vrijheid en de beloning die hem ten deel vielen. Hij schrijft aan Nagel dat de Koude Oorlog, McCarthy, Eisenhower en de Korea-oorlog meer hun stempel drukten op het boek dan zijn eigen belevenissen bij de luchtmacht boven Europa.

## Bewerkingen en vertalingen
Het boek werd in 1970 door Mike Nichols verfilmd: Catch-22. Joseph Heller maakte ook zelf een toneelbewerking. In 2019 bracht het Amerikaans entertainmentbedrijf Hulu de zesdelige televisieserie Catch-22 uit gebaseerd op het boek.
Het boek verscheen in 1961 voor het eerst in Nederlandse vertaling. Deze editie, een vertaling van J.F. Kliphuis, had als titel Paragraaf 22. Latere edities hadden de Engelse titel, die inmiddels tot de Nederlandse woordenschat is doorgedrongen. 
Van Dale omschrijft catch 22 als “dilemma of situatie waar je niet uit raakt wegens tegenstrijdige regels of voorwaarden” (zie verder Catch-22 (logica)).